# Institut pontifical d'études arabes et d'islamologie
L'Institut pontifical d’études arabes et d’islamologie, ou PISAI, est un centre d’études et de recherche sur la langue arabe, dont les activités préparent à la rencontre avec les musulmans, « dans le respect et en fonction d’une mutuelle compréhension ».

## Historique
Le PISAI  fut fondé par les Missionnaires d'Afrique (pères blancs) en 1926 à Tunis, en 1931 sous le nom d'Institut des Belles Lettres Arabe(s) [IBLA]. En 1949, l’enseignement fut séparé des autres activités et ainsi naquit, à la Manouba, une « maison d’études pour la langue arabe et les sciences islamiques », qui en 1960 fut promue, par décret de la Congrégation des Séminaires et des Universités, «Institut pontifical d’études orientales» [IPEO]. 
En 1964, l’Institut fut transféré à Rome où il occupa trois ans une maison de la rue du XXX avril. Il s'appela alors Institut pontifical d’études arabes [IPEA], pour être distingué de l’Institut pontifical oriental [PIO]. 
À partir de 1979, grâce à la Constitution apostolique Sapientia Christiana, l’Institut s'appela «Institut Pontifical d’Études Arabes et d’Islamologie» [PISAI]. Depuis 1997, le PISAI collabore avec le centre Dar Comboni for Arabic Studies, qui a son siège au Caire en Égypte.

## Publications
L'Institut publie :
- Islamochristiana[1], revue scientifique annuelle dédiée explicitement au dialogue islamo-chrétien. Elle est composée en trois parties : la première contient des études d’approfondissement et de recherche, de réflexions et de témoignages; la seconde, des notes et documents, concernant les rencontres entre chrétiens et musulmans dans le monde ; la troisième, des recensions de livres sur le dialogue. Elle a été fondée en 1975 et dirigée pendant de nombreuses années par le père Maurice Borrmans.
- Études arabes. Créée en 1962, cette publication est un instrument d’étude de l’islamologie, sous forme d'un dossier monographique annuel présentant le texte arabe face à la traduction.
- Encounter, Documents for muslim-christian understanding, revue destinée, depuis 1974, aux étudiants anglophones de l'institut.
- Studi arabo-islamici del Pisai, collection des ouvrages publiés par l'institut.

## Diplôme
L'Institut délivre des diplômes de licence et de doctorat en études arabes et islamologiques.

## Présidents
- Justo Lacunza M.Afr. (jusqu'en 2006) ;
- Miguel Ayuso Guixot, MCCJ (2006–2012) ;
- Valentino Cottini (2012-2018)
- Diego Sarrió Cucarella,  M.Afr. (2018-2024)
- Wasim Salman (depuis 2024)

## Chanceliers
- Gérard Chabanon (2004-2010),
- Richard Baawobr (2010-2016).

## Anciens élèves
- Christian de Chergé (1937-1996), moine cistercien à Tibhirine en Algérie ;
- Claude Rault (né en 1940), ancien évêque de Laghouat en Algérie ;
- Johannes Sudiarna Hadiwikarta (1944), évêque de Surabaya en Indonésie ;
- John Gordon MacWilliam (1948), évêque de Laghouat en Algérie ;
- Michel Guillaud (1961), évêque de Constantine-Hippone en Algérie ;
- Yohanes Harun Yuwono (1964), évêque de Tanjungkarang en Indonésie.